# Вилла Реале
Вилла Реале (итал. Villa Reale) или Вилла Коммунале (итал. Villa Communale) — дворцово-парковый ансамбль эпохи классицизма в Милане, один из самых значимых в Ломбардии памятников этого стиля. Особенно славится своим пейзажным парком с мостиками и павильонами. С 1921 года дворец отдан под Музей современного искусства.
Изначально вилла Бельджойозо строилась в 1790-е годы архитектором Леопольдом Поллаком (1751—1806) для графа Людовико Барбиано ди Бельджойозо, австрийского посла в Англии.
Здание состоит из пяти корпусов: центрального и двух выступающих боковых с полуколоннами и пилястрами, выходящими из рустованного цоколя. Английский парк (один из первых в Италии) был создан при участии графа Этторе Сильва. Его украшают скульптурные работы Луиджи Аквисти и Антонио Кановы.
После смерти владельца в 1801 году дворец выкупила Цизальпинская республика. После избрания президентом (а затем королём Италии) ультрасовременный по понятиям того времени дворец избрал своей миланской резиденцией Наполеон с супругой Жозефиной. В связи с этим вилла Бельджойозо была переименована в виллу Бонапарте или Реале (что значит «королевская»). Вслед за Наполеоном миланскую виллу и дворец в Монце занимал его пасынок Евгений Богарне (в качестве вице-короля Италии).
После восстановления власти Габсбургов вилла становится резиденцией австрийских наместников Ломбардии. Один из них, маршал Радецкий, умер на Королевской вилле в 1858 году. В эпоху Рисорджименто дворцово-парковый ансамбль перешёл в распоряжение городского муниципалитета. При Муссолини английский парк был открыт для народных гуляний. После войны рядом с виллой был выстроен Павильон современного искусства.

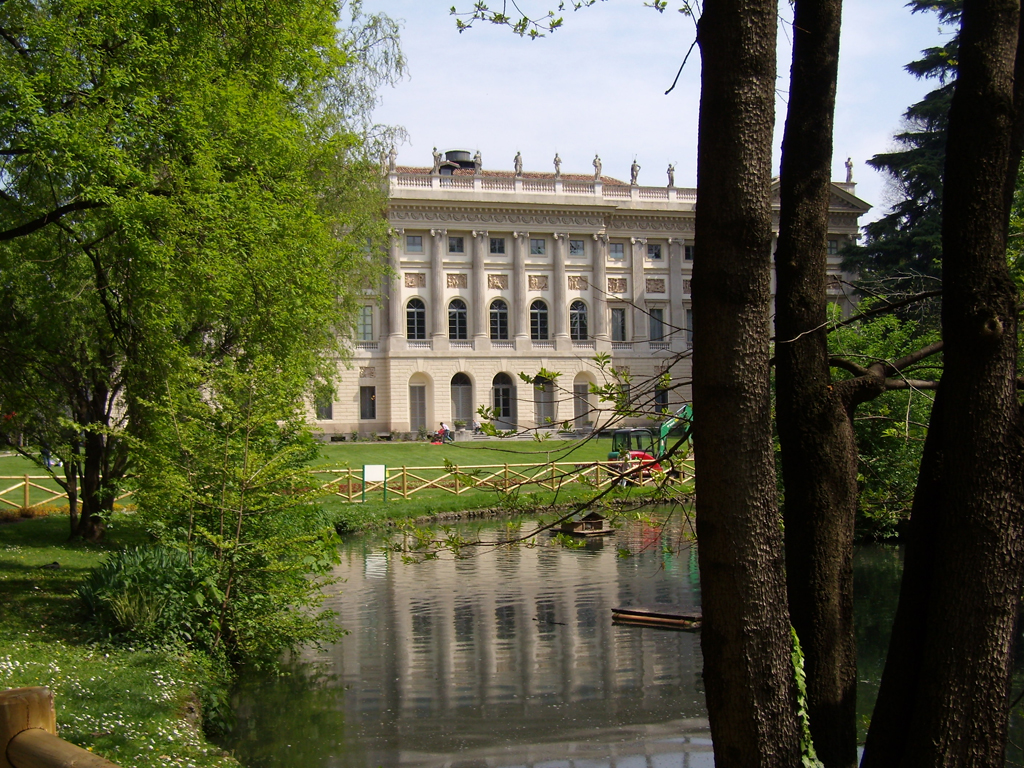
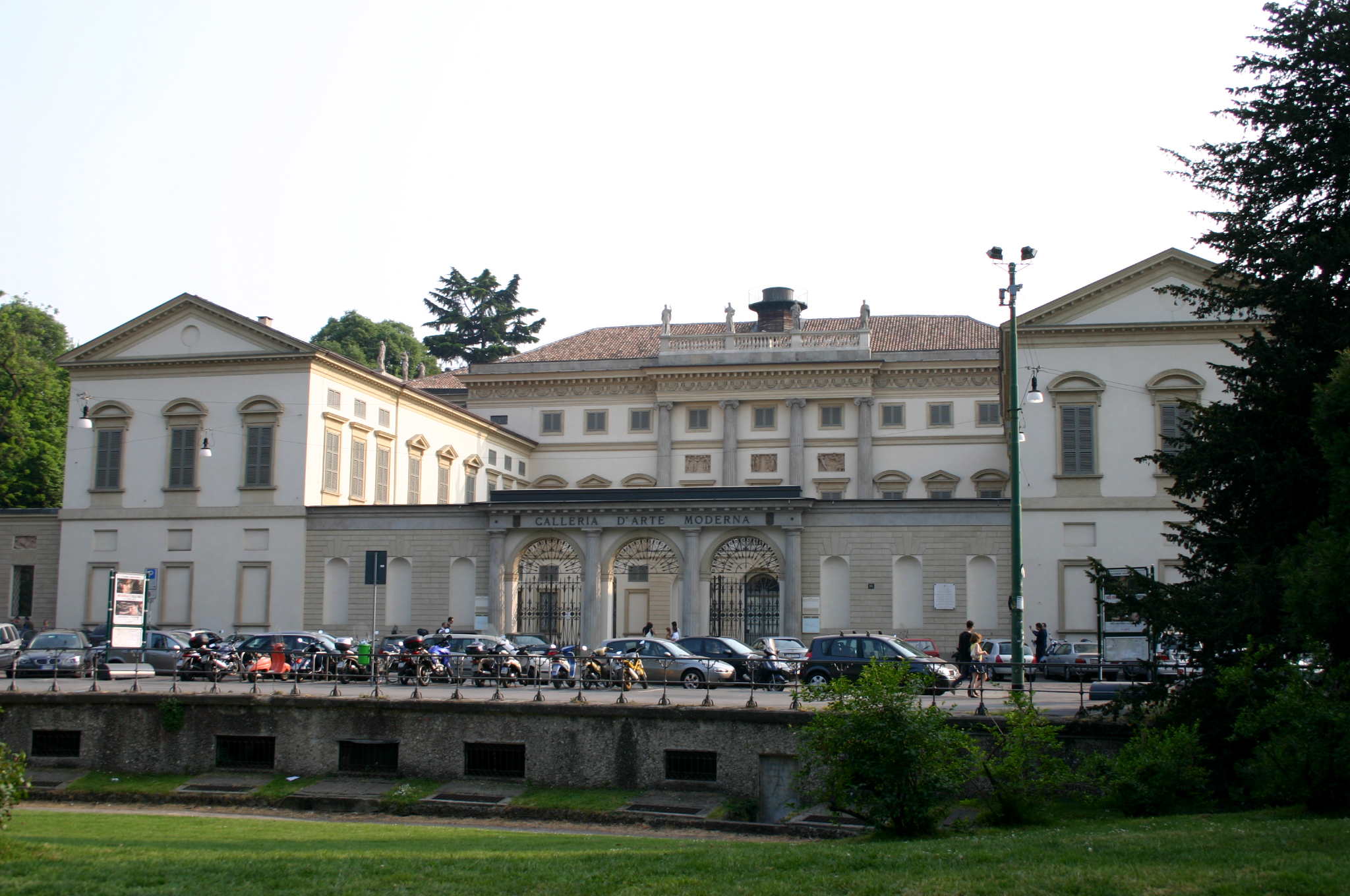